# John Hamill
Pour les articles homonymes, voir Hamill.
John Hamill, né le 3 mai 1947 à Shepherd's Bush (Londres), est un acteur anglais. 

## Biographie
Il commence sa carrière comme mannequin dans les années 1960. Il devient très populaire grâce à son physique, et ses photos de lui nu se vendent dans divers magazines destinés à un lectorat homosexuel, puis il prend des cours à la prestigieuse Webber Douglas Academy. Il obtient son premier rôle en 1968 dans Maldonne pour un espion, puis on le retrouve dans Le Monstre des oubliettes en 1970, Terre brûlée, La Tour du diable en 1972. En 1975, il rencontre le producteur David Grant. Ils deviennent amants et Hamill commence à jouer dans des films d'horreur, voire érotiques, à la limite de la pornographie. Dans ces films, il porte le nom d'Alan Smith. 
N'étant plus désiré par les réalisateurs, sa carrière se termine brusquement en 1978. On le revoit cependant dans un épisode de la série télévisée The Bill en 1989. Plus tard, John Hamill a déclaré : « [...] que les films érotiques ont ruiné sa carrière et que c'est à cause de ça qu'il n'a plus eu de travail. »

## Filmographie

### Cinéma
- 1968 : Maldonne pour un espion : pas crédité
- 1968 : Papa en a deux (Every Home Should Have One) : une personne
- 1970 : Le monstre des oubliettes (The Beast in the Cellar) : Alan Marlow
- 1970 : Trog  : Cliff
- 1970 : Terre brûlée (No Blade of Grass) : Roger Burnham
- 1972 : La Tour du diable (Tower of Evil) : Gary
- 1972 : Voyages avec ma tante (Travels with My Aunt) : l'homme
- 1973 : The National Health : Kenny
- 1974 : The Over-Amorous Artist : Alan Smith
- 1975 : Girls Come First : Alan Smith
- 1977 : Under the Bed : Alan Smith
- 1977 : Hardcore : Daniel
- 1978 : Mannen i skuggan : Dan

### Télévision
- 1971 : Softly, Softly : Wheeler (1 épisode)
- 1971 : Paul Temple : L'agent américain (1 épisode)
- 1972 : The Shadow of the Tower : Thomas Stafford (2 épisodes)
- 1972 : Jason King : Chuck (1 épisode)
- 1972 : The Befrienders : Peter Allenby (2 épisodes)
- 1973 : Crossroads : Dave Cartwright (5 épisodes)
- 1975 : The Venturers : Spinney (1 épisode)
- 1975 : Cosmos 1999 : Dominix (1 épisode)
- 1976 : Play for Today : Peter (1 épisode)
- 1976 : The Expert : L'officier de police (1 épisode)
- 1977 : 1990 : Norton (1 épisode)
- 1977 : The Dick Emery Christmas Show: The Texas Connection (téléfilm) : George
- 1978 : Les Professionnels : Le 2e garde de sécurité (1 épisode)
- 1978 : Doctor Who : épisode « The Ribos Operation » : Un Shrieve (2 épisodes)
- 1989 : The Bill : D. I. Warwick (1 épisode)